# Solva nigriventris
Solva nigriventris är en tvåvingeart som först beskrevs av Enrico Adelelmo Brunetti 1923. Solva nigriventris ingår i släktet Solva och familjen lövträdsflugor.
Artens utbredningsområde är Myanmar. Inga underarter finns listade i Catalogue of Life.